# Hydrocena
Hydrocena is een geslacht van weekdieren uit de klasse van de Gastropoda (slakken).

## Soorten
- Hydrocena cattaroensis (L. Pfeiffer, 1841)
- Hydrocena dubrueilliana (Paladilhe, 1873) †
- Hydrocena gutta Shuttleworth, 1852
- Hydrocena kenyana Connolly, 1929
- Hydrocena puisseguri Schlickum, 1975 †
- Hydrocena tanzaniensis Verdcourt, 2004